# Parigi sotterranea
Con il termine Parigi sotterranea (Paris souterrain o Dessous de Paris) si indica una serie di cunicoli, cave, catacombe, seminterrati, scantinati, fognature, gallerie e sottopassi presenti sotto Parigi.

## Elementi di urbanizzazione

### Cave
Si trattano di luoghi ancestrali sfruttati per il ricavo di rocce a diversi scopi d'uso (cave di gesso a nord della Senna, cave di calcare a sud), come a Montmartre o il Parc Montsouris.

### Catacombe
Inizialmente furono delle semplici gallerie utilizzate come vie di collegamento per le cave; in seguito, vennero trasformate prima in magazzini (sia civili che militari) e poi come luogo di custodia per resti ossei umani (come per esempio le ossa traslate dal vecchio Cimitero degli Innocenti). Funsero anche da luoghi di nascondiglio, in particolare durante la liberazione di Parigi, quando il colonnello Henri-Rol Tanguy si nascose in un rifugio annesso ad una cava. Oggi, una piccola parte delle catacombe è stata trasformata in vari musei aperti al pubblico. Place Denfert-Rochereau è oggi il luogo di accesso principale alle catacombe, anche se esistono ingressi molto meno formali. Pierre Tchernia ne ha rese molte note con il film Cari amici miei...

### Scantinati e sotterranei vari
Si trattano di luoghi ad uso privato o pubblico, insieme ad altre decine di migliaia di luoghi individuali tutelati a norma di legge.

### Fogne
Immortalate da Victor Hugo nell'episodio de I miserabili (dove Jean Valjean salva Marius Pontmercy), oggi coprono oltre 1.000 km; il loro ingresso ufficiale è Pont de l'Alma.

### Gallerie
Spesso collegate ai precedenti, sono vari viadotti con tubazioni dove scorrono acqua, gas, elettricità, ecc.

### Strade sotterranee
Caratterizzate da:
- la metropolitana e la RER;
- sottopassi, come i più importanti a boulevards des Maréchaux e sotto il quartiere di Les Halles, data la crescente densità di traffico;
- canali acquiferi, come il Canal Saint-Martin, dove venne girato il film Albergo Nord con Arletty.